# Бергегрен, Хинке
Хинке Бергегрен (швед. Hinke Bergegren, настоящее имя Хенрик Бергегрен, швед. Henrik; 1861 — 10 мая 1936) — шведский социалист. Был одним из самых влиятельных анархистов Швеции своего времени. Принимал активное участие в шведском рабочем движении, например, поддерживая бастующих промышленных рабочих во время шведской всеобщей забастовки 1909 года.

## Биография
Бергегрен родился 22 апреля 1861 года в Кунгсхольмене (Стокгольм) в семье книготорговца Эвальда Теодора Бергегрена и Каролины Хильдльберг. Он работал журналистом и редактором, а затем был принят на работу секретарём редакции газеты «Социал-демократ» Карлом Яльмаром Брантингом. Затем редактировал журналы «Под красным флагом» (швед. Under röd flagg; 1891), «Пролетарий» (швед. Proletären; 1891—1892) и «Бранд» (англ. Brand (magazine), 1904—1906).

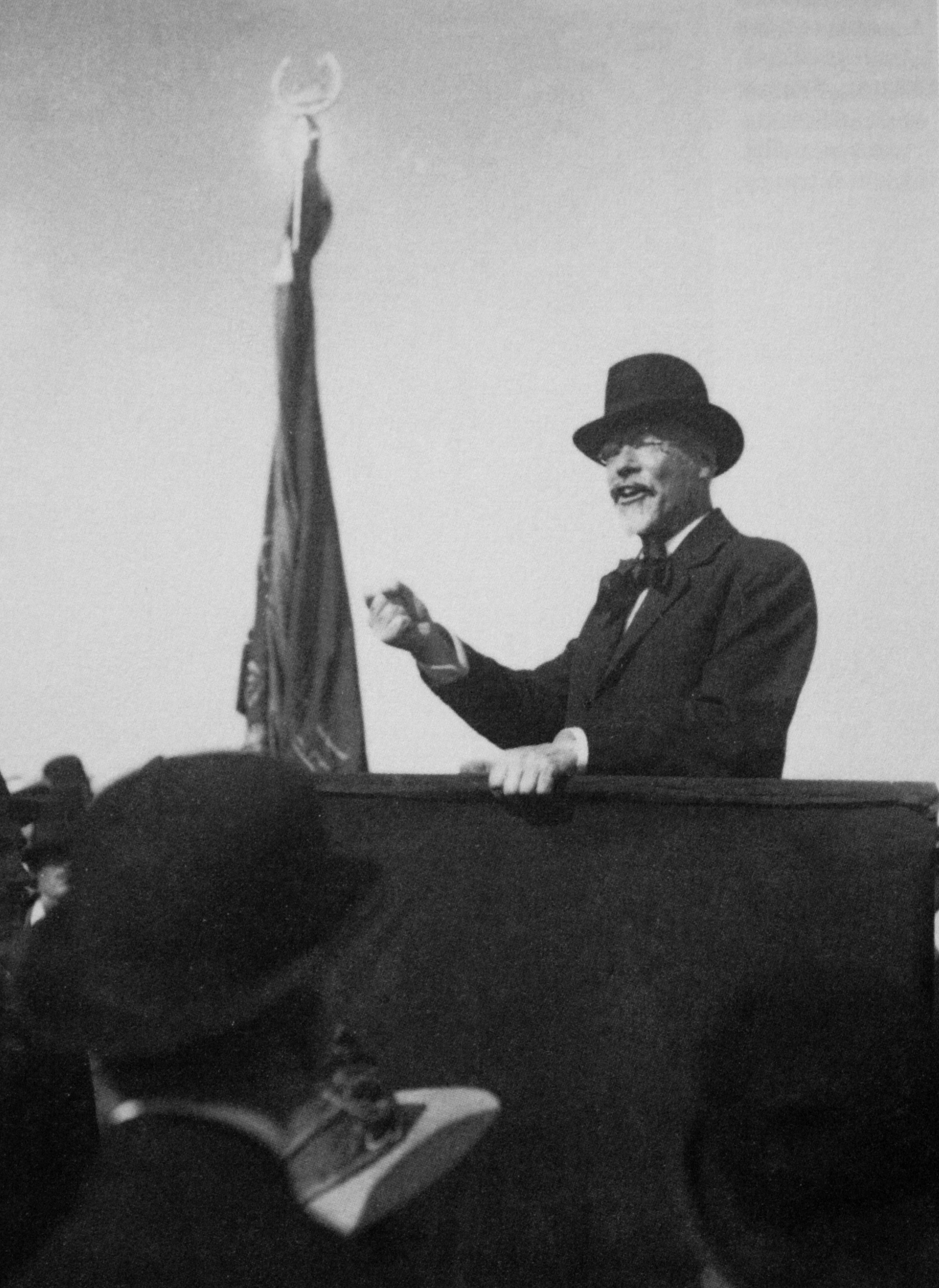
Выступление Бергегрена в 1908 году

Был одним из первых членов Социал-демократической партии Швеции, где представлял революционное крыло партии, близкое по убеждениям к анархо-синдикализму; постоянно критиковал парламентские амбиции партии с позиции революционаристских методов прямого действия. Так, в речи на втором съезде партии в 1891 году настаивал, что социал-демократы должны быть готовы к «любому насилию вообще», включая обучение «рабочих тому, как изготавливать и использовать динамит». Бергегрен был оштрафован за публичное заявление: «Если офицеры применят к нам насилие, мы применим те же средства против них».
В 1906 году укрывал у себя на вилле многих революционеров из России, в том числе боевиков, участвовавших в ограблении Государственного банка в Гельсингфорсе 13(26) февраля 1906 года.
За свои анархистские взгляды был в 1908 г. исключён из Социал-демократической партии Швеции её лидером Карлом Брантингом и создал на базе большинства Федерации социалистической молодёжи Младосоциалистическую партию.

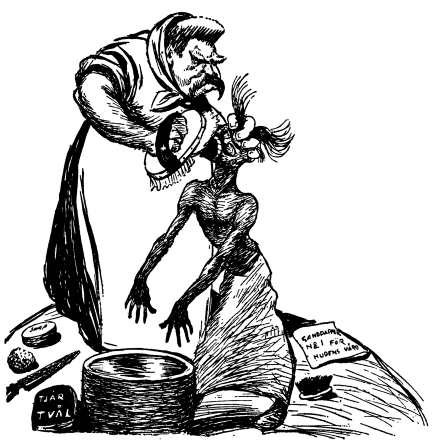
Карикатура — Карл Брантинг пытается очистить рот Хинке Бергегрену

Бергегрен известен как один из ранних пропагандистов идеи свободной любви. В 1910 году произнёс речь «Любовь без детей» (швед. Kärlek utan barn), в которой защищал легализацию контрацепции в Швеции. Был за это подвергнут короткому тюремному заключению по вновь принятому Закону Хинке (названному так по имени Бергегрена), который запрещал пропаганду контрацепции.
В 1921 году Хинке Бергегрен вступил в Коммунистическую партию Швеции и в том же году участвовал в 3-м конгрессе Коминтерна, проведённом в Москве, где Бергегрен вместе с Цетом Хёглундом и Фредриком Стрёмом представлял Швецию. Когда партия раскололась в 1929 году, он, как и большинство, вступил в Социалистическую партию Швеции, выступая против линии Москвы. Он оставался в ней до самой смерти. В 1931 году представлял Соцпартию на похоронах расстрелянных в Одалене рабочих.